# ラピスオンライン
ラピスオンライン（Lapis Online）は韓国のエムゲーム社が運営するMMORPG。略して「ラピス」と呼ぶことが多い。
クローズドβ、オープンβテスト期間を経て2006年3月22日に正式運営が開始された。2014年5月9日をもってサービス終了。

## 概要
公式サイトによると「リアルタイムターン方式を採用したMMORPG」である。
通常プレイは無料である。（アイテム課金制）プレイヤーの年齢層は比較的低く、未成年者も多数存在する。
1人のプレイヤーがエムゲームID（エムゲームが提供しているゲームはすべてエムゲームIDで遊ぶことが可能）を所持し1つのサーバー（後述）につき1体のプレイヤーキャラクター（PCとする。通称「キャラ」）を作成できる。

## ゲームシステム

### 操作
画面内での操作は、ほとんどがマウスで実行できる。マップの移動はマウスで行きたい場所をクリックすると画面内でプレイヤーキャラクター (PC)が目的の場所に移動する。何かしらのウィンドウ（ステータス情報など）を開閉する場合にもクリック動作が必要になる。
ただし、チャットはもちろんキーボードで行う。ウィンドウを開ける場合もファンクションキーを使って開閉することも可能である。

### mob
敵キャラクター (mob)は、マップ内に姿を見ることができる状態で存在している。PCはmobと戦うことによって経験値や資金（ラピスオンライン内での通貨単位は「ゴールド」）、そのmob特有の収集品（アイテムの一種）を得ることができる。
ゲーム内では一般的に「狩り」と呼ぶ。また特定のmobを集中して狩ることをそのmobの名前を用いて「○○狩り」と呼ぶ。mobの名前は省略されたり、見た目から名前をつけて呼ぶことが多い。
（例：パンプキンヘッド→かぼちゃ/ハーモニー→てんとう虫・ハモニなど）
mobと戦う際、PCの近くのmobを右クリックすることで戦闘モードに切り替わり（mobとPCが接触しても戦闘モードに切り替わる）、主に接近して近接武器で攻撃するが職業によっては遠方から飛び道具や魔法を使って攻撃することもできる。その攻撃や移動をする際、「ディレイ」と呼ばれるいわば行動ゲージを減らして行動をする。一定時間が経てばディレイは回復しまた次の行動ができるようになる。mobもディレイを使用し、攻撃や移動をする。
PCがmobに近づくことによって、mobもPCに近づき攻撃をする。ただし一定距離を置いて遠方から攻撃するmobもいる。

#### 属性攻撃
mobには特性の攻撃を弱点としていたり、耐性を持っているものがいる。属性は職業に就いたPCが使用する攻撃スキルやmobの反撃魔法に付与されていることがあり、mobの弱点とされる属性で攻撃をすればダメージが通常より増加し、逆に耐性とされる属性で攻撃をすればダメージが通常より半減されるか無効になる。

#### 状態異常攻撃
mobの中には状態異常攻撃をPCに使用してくることがあり、職業に就いたPCが使用する攻撃・補助スキルにmobに対しての状態異常効果が付与されているものもある。

### 目的
プレイヤーの目的のひとつは、狩りを行ったり、クエストを遂行していくことで経験を積み、PCのレベルを上げていくことである。
公式サイトには「神話の時代に神に反逆し封印されたいにしえの支配者の復活を阻止する」とある。

### マップ
ゲーム画面内では、大小異なる数十種類のマップが用意されている。マップ内には次のマップにつながるワープポイントが設置されていたり、冒険のヒントを教えてくれるノンプレーヤーキャラクター（NPC）が存在する。
街タイプのマップ、基本的にmobは発生せず、多数のNPCが存在しマップ内のほとんどのNPCは何かしらのクエストと関連しているか、アイテムの販売、アイテムを保管することのできる倉庫といったサービスを提供している。街は単一のマップといくつかの家で構成されており、その周囲に数個～数十個の戦闘用マップが存在する。基本的にマップの風景やmobの種類は、そのマップが属する街ごとに特色が付けられている。また街の周囲のマップで死亡した場合、低レベルの場合は村にある教会に強制送還されNPCに蘇生させてもらう。ある程度レベルが上がると、村の教会に強制送還されることがなく、死亡したマップで幽霊状態になる。幽霊状態では戦闘や一部の行動が制限されるため特定のアイテムを使って自主的に蘇生しなければならない。
マップ内には通常、いくつかの出入口（ポータル）がある。PCは、このポータルを通って次々とマップを移動し目的地へと向かう。
主な街・特色・mobの系統リスト
- 商業都市カオシア村（Commercial city Kaoshia village）

キャラクター作成直後に訪れる活動拠点となる村。この村の施設のひとつでもある「初歩修練所」でレベルを5まで上げ、街周辺のマップでのmobと戦闘する。また基本的な操作方法まで教わることができる。（5まで上げなくても街周辺のマップには行く事が可能）
この村には、武器修理、アイテム販売、課金アイテム販売、アクセサリー販売、家門協会、倉庫、教会の蘇生NPC、傭兵雇用解雇NPC、クエストと関連するNPCが存在する。
周辺のマップには、ポロリンなどのスライム系の敵や蛇や植物系の初心者向けのmobが存在する。
- サグント港（Port of Sagunto）

この港からシシリオ島やアイスブランド（後述）に行くことのできるNPCやポータルが存在する。
この港には前述の商業都市カオシア村の課金アイテム販売、アクセサリー販売、家門教会、教会の蘇生NPCを除く全てのNPCが存在する。
周辺のマップにはゴブリンや角ウサギなどの前述のマップよりレベルアップしたmobが存在する。
- アイスブランド（An ice brand）

前述のサグント港のポータルから移動可能ないわば雪国の村。白熊や雪だるま、雪女といった雪国ならではのmobが多く存在する。村の中には、クエストに関連するNPCも存在する。
また奥地には「フェンリル神殿」という前述の白熊や雪だるまとは異なる強さを持ったmobが多く存在する。
- シシリオ島（Shishirio Island）

サグント港の移動NPCから移動できる南国の島。さそりや悪魔といったハイレベルなmobが存在する。
島にはアイテム販売NPCが存在し、状態異常を治すアイテムを販売している。そしてこの島の中にはシナリオ（後述）を進めることのできるポータルが存在し、シナリオを進めている。

### サーバー
2007年10月15日現在、1つのサーバーが存在している。サーバーが2つあるようにも見えるが元々2つだったものが1つに統合されて現在はサーバーは1つしかないが名残なのか名前は2つある。
- ヒアデス（チャンネル数2）
- アーカム（チャンネル数2）

どちらでもログインは可能だが、例えばヒアデスサーバーでPC（キャラクター）を作ったとしてももう1つのアーカムサーバーでも新しい別のキャラクター（別キャラ）を作成することが可能である。
つまり、1アカウントにつき2キャラクターまで作成が可能なのだ。
ただし、キャラクターは作成するとキャラクター単体の削除は不可能なのでアカウントを削除するしか方法はないのでキャラクターを作る際は慎重に作成することが重要である。

### 課金アイテム
正式運営を開始以来、通常プレイは無料である。特殊なアイテムを購入したい場合は課金システムを使って購入する必要がある。
課金アイテムには、普段通常では見えないmobが見えるようになりそのmobと戦うことができ尚且つゴールドまで拾ってくれるウィズルと呼ばれる妖精やチャットの通常の文字（白）を好きな色に変更することのできるタモルのペン、あらかじめ登録した地点に瞬時にワープのできるモラの杖、モラの魔法書、取得経験値を一定期間増加させたり、タモルのペン、モラの杖などが無制限（通常は使用回数が制限されている）に使用できるプレミアムなどが課金の対象である。
また、PCのあとについて移動するペットも課金のひとつで、戦闘中に種類によってはPCの戦闘の手助けをしたり体力を回復させるなどの効果をもっている。
また戦闘には参加させず、鑑賞目的で購入する人やペットをある程度育てゲーム内の資金にするために購入する人も多い。
これらのアイテムはウェブマネーやクレジットカード引き落としなどで現金と「ミント」に交換することができる。「ミント」はエムゲームが運営する他のオンラインゲームでも使用可能なポイントシステムである。

### クエスト・ミッション
PCは様々な「クエスト」を受けてゲームを進める。クエストとはNPCに依頼されて遂行する仕事である。ラピスオンラインでは、特定のアイテムを収集しNPCに渡すといったクエストが主流である。
クエストを遂行するとクエストによって様々だが、アイテム（クエストによっては課金アイテム）や経験値、ゴールドなどの報酬を得る。
さらにNPCからクエストを請け負うこと以外にもカオシア村内にある「ペットホテル 満漢全席」という施設の中にいるNPCから「ミッション」というものも存在する。ミッションでは、やってみたいミッションをリストの中から選び、「開始」ボタンを押すとまず依頼人からの会話から始まり会話が終わると戦闘画面に移りmobを倒していく。mobを倒せば報酬（ゴールドやアイテム経験値）を得ることができる、という流れになっている。ミッションはモンスター討伐が多く、ある特定のミッションはレベル制限がかかっていたり特定のアイテムを獲得してからでないとできないものも多く存在するため、ミッションに挑戦する場合は、条件などを確認した上で行うことが大事である。
ちなみに「ペットホテル 満漢全席」は持ちきれなくなったペットを預かってくれるNPCも存在する。

### シナリオ
ラピスオンラインではストーリーに沿って冒険を進めていく、「シナリオモード」が存在する。
シナリオを順にクリアしていくことでラピスオンラインの世界をより深く知れたり、新しいフィールドへと移動できるようになる。2007年10月15日現在シナリオは全部で10話用意されており話が進むごとにmobも強くなり、ストーリーもより深みが増してくるようになる。シナリオは一度クリアすると何度でも挑戦が可能。戦利品も数多く用意されており、それを目当てにシナリオを何度でも繰り返しやるPCも多数存在する。

### 年齢
ラピスオンラインでは、24時間プレイするごとにゲーム内で1歳年をとるようになっている。何歳年をとったかでおおよそのプレイ時間が分かるようになっている。ただし、ラピスオンラインにはアバター機能が無いため年齢がキャラクターに反映されることはない。

## 交流

### パーティ
ラピスオンラインでは、4人までのPCでパーティーを組むことができる。パーティ中は村や港以外ではパーティリーダーのPCの後についていき、同時にパーティリーダーが触れたmobと戦うことになる。
経験値もパーティ中の間は何%か増加する。戦闘時に得たアイテムはパーティリーダーから順に1個ずつ渡っていくなど様々な効果がある。パーティでレベルを上げるのを手伝ってもらったり、シナリオがうまく進まない場合は同時にシナリオを進めることも可能である。

### イベント
通常のクエストとは別に「イベント」を開催することがある。ラピスオンラインのゲームマスター（GM）が不定期に開催するお祭りのようなものであり、普通では手に入らないレアアイテムを入手することができたり、期間限定で特殊なペットが発売されたりなど様々なイベントが企画されている。

### チャット
ラピスオンラインでは、会話（チャット）の方法がいくつか用意されている。通常は、PCの上にチャットバルーン（漫画のふきだしの様なもの）が出て、チャットをすることが可能である。ミニマップに表示されている青や緑などの点などで表示されている全てのPCのログ（会話やその他メッセージが表示される場所）に残るようになっているが、設定を変えることによって話し相手を変えることができる。特定の1PC（内緒話）、パーティーを組んでいるPC（パーティーチャット）、ギルドのPC（ギルドチャット）といった対象を指定したチャットの場合はチャットバルーンは表示されない。また、チャンネルが違っていても会話が可能である。

### 友達リスト
通称友録（ともろく）と呼ばれ、親しくなったPC同士でお互いに登録しあう機能である。友達リストに登録されたPCはお互いのログイン状況、どちらのサーバーでプレイしてるか、そのPCの居場所が簡単に分かるようになる。また登録数は25人。

### 家門
家門というのは、他のMMORPGでいうところのギルドと同様のものである。カオシア村にある家門協会で家門を設立できる。家門設立には、500万ゴールドとゲーム内年齢10歳以上（つまりプレイ時間240時間以上）、レベル26以上という条件がある。家門員加入可能数は100人。拡張機能はない。家門に加入するとPCにカーソルを当てる際、未加入の場合は名前だけが表示されるが加入すると名前の上に家門名が表示されるようになっている。さらに家門名の文字の色で家門内でどのポジションについているかが一目で分かる。赤色は家門長（いわばギルドのリーダー）、青色は副家門長、緑色は家門員、橙色は準家門員となっている。家門に加入すると、ギルドチャット、家門内での連絡を取り合うための家門掲示板、家門内の資金を銀行で見る（預金、引き出しは家門長）、家門戦、攻城戦の参加が可能になる。

### 家門戦
家門戦とは、家門同士で争うPvPである。家門戦は1対1で行いお互いの家門長がいることで家門戦が可能になる。家門戦の勝者は、ランダムに出るアイテムが授与される。家門戦の戦績は家門順位（ランキング）に反映される。またどの家門と戦闘したか、勝利数、敗北数、過去にどの家門と戦闘しているかなども反映されるようになる。

### 攻城戦
攻城戦は、カオシア村より東に行ったところにある「無限城」の支配権をめぐって無限城を舞台に家門間で行われる集団戦のことを指す。毎週水曜日・土曜日の夜8時より行われている。攻城戦に勝利した家門には、村などにある修理屋の修理料金が安くなったり、無限城の地下ダンジョンに入ることができるなど様々な特典がある。
攻城戦に参加するには家門長が参加登録をすると、他の家門員も自動的に参加可能になる。家門に加入していない場合、もしくは家門長が参加登録を行わなかった場合は個人（無所属）として参加登録する必要がある。参加する際、攻城側として参加する場合には「攻撃側家門同盟」NPC、守備側として参加する場合は「守備側家門同盟」NPCに話しかけ参加登録を行う。
参加登録が締め切られ、攻城戦開始のメッセージが表示されると攻城戦フィールド入場NPCに話しかけ速やかに入場する。制限人数があり攻撃側、守備側共に100人までとなっている。攻城戦フィールド入場後5分間の待機時間に配置などを整え待機タイマーがゼロになると攻城戦が開始される。攻撃側は守備側の妨害を受けながら城門を突破し城内に攻め入れなければならない。城門にはHP（体力）があり、攻撃することで破壊できる。城門が破壊されると城内にある3ヶ所の拠点を巡る攻防が開始される。拠点に15秒立ち止まり続ければその拠点を占拠することができる。ただし一度占拠しても拠点上から移動した場合占拠状態が解除される。
こうして拠点の攻防を繰り広げ、攻撃側の同一家門の家門員が拠点を2ヶ所占拠すると攻撃側の勝利、攻城戦が繰り広げられる45分間、拠点を守りきり攻撃側の拠点の占拠を阻むことができれば守備側の勝利となる。
現在、攻城戦はアイテム不正増殖（チート）の問題が未解決のため中止されている。

### 結婚システム
ラピスオンラインでは男女のキャラ同士、結婚をすることが可能である。カオシア村にある神殿2階でバラの花束、ウェディングシルバーリング（男女共に）、結婚資金50万G（男女共に）が必要である。必須ではないが課金アイテムの新婦変身セット（ウェディングドレス姿）、新郎変身セット（タキシード姿）があれば雰囲気が出せる。まずどちらが婚約をし、男女共にウェディングシルバーリング、結婚資金50万Gあるかどうかを確認してウェディングシルバーリングを交換する。そして二人とも結婚成立を押せばめでたく結婚したということになる。告白はどこでもできるが、婚約状態でログアウトすると婚約状態は解除されてしまう。

## 育成

### ステータス
PCの現在の状況・強さを示す数値としていくつかのステータスが存在する。レベルが上がるたびにレベルボーナスと呼ばれるステータスの能力値を割り振れるポイントを通常2ポイント（クラスアップ（後述）時には3ポイント）与えられる。（スキルの場合は通常時1ポイント、レベルが10,20,30...になると2ポイントになる。）このレベルボーナスをSTR・DEX・CON・INT・WIS・REGに任意に割り振ることでPCに個性を出すことができる。基本的に、武器や防具の必要ステータスに合わせて割り振ることが多い。
レベル（LeVel)
もっとも基本的な強さを表すステータス。一般的にこの数値が高いほど強く、経験を積んだPCといえる。逆に経験値を貯めてレベルを上げることでPCは強くなるとも言える。現在のレベルの上限は75まで。
経験値（EXPerience）
mobを倒したり、クエストをこなすことで増えるPCの経験を数値化したもの。mob毎、クエスト毎に与えられる経験値が異なり、経験値のゲージが100%になることでレベルが上がっていく。

### 強化
ゲーム内では、装備類のステータスを上げることのできる宝石がある。宝石は主に宝石の名前を省略し、「エメ」（エメラルド）、「ダイア」（ダイアモンド）などと呼ぶ。
装備を強化できるのはソケットと呼ばれるいわば宝石を入れることのできるポケットのようなものがついた装備が強化可能である。装備によって、ソケット数は違い（最大3）ソケット数が大きいほど強化できることになり高価で取引される。強化の材料である宝石も装備ほどではないが種類によっては高価で取引されている。
強化の材料になる宝石の種類は、ダイアモンド（攻撃力が上がる）、エメラルド（魔法攻撃が上がる）、サファイア（魔力が上がる）、白金（魔法防御が上がる）、真珠（防御力が上がる）、ヒスイ（アイテムの耐久力が上がる）の6種類である。これらを駆使し、装備を強化していく。ソケットに宝石を入れていくことで装備のステータスが上がるが宝石を入れる毎に成功確率が減り失敗した場合は宝石、装備共に消えてしまう。ゲーム内では「燃えた」などと呼ばれることが多い。

### 職業
ラピスオンラインでは、キャラクター作成時に12の職業から1つの職業を選択しゲーム内に登場させることになる。職業によって、習得できるスキルが全く異なりmobをまとめて攻撃できたり、強力な攻撃を放つことができるスキルなど職業によって様々である。スキルの数値はレベル化されており（スキルレベルと呼ぶ）、最高でレベル6まで。スキルは、クラスアップ時（後述）に1つずつ増えそのときの初期値は0、つまり使用不可である。レベルが上がる毎にスキルポイントが2与えられる。このスキルポイントを任意に振り分けることでスキルのレベルが上がり、効果が上がったり発動時のディレイを減らすことができる。

### 歩兵
剣と盾、重い鎧を基本装備とし、豊富なHPと高い防御力を生かし前線で戦う職業。「盾」の役割を果たすことが多い。魔法に関しては攻撃、防御共に苦手で自らの肉体を練磨して成長していく。レベルが上がると心もと無かった魔法防御を補うスキルを覚え、死角の無い兵士に成長していく。

### 弓兵
他の職業にはない長距離射程の攻撃を得意とする。成長すると矢に魔力を込めた攻撃ができるようになったり、罠を使用し敵を足止めしたりと弱点を的確に突く攻撃ができるようになる。

### 槍兵
全体的にバランスが取れた職業であり、槍を使用するため攻撃射程が長くなっており、剣や鈍器よりも攻撃力が高い。敵を困惑するスキルも覚えオールラウンドで戦うことが可能。成長すると敵の武具を破壊するスキルも覚え、敵を窮地に陥れることもある。

### 騎兵
騎馬にまたがり、槍を武器として戦う。攻撃力は最高ランクを誇り、敵を一撃必殺でねじ伏せることが可能。基本は近接攻撃だがレベルを上げ成長することによって雷系の魔法を使用し中距離の攻撃をすることも可能。

### 飛兵
最高の機動力、槍を使用した高い攻撃力を備えた職業。高い攻撃力機動力を上げるパッシブスキル、敵を気絶することのできる範囲攻撃スキルなど攻撃に特化した職業といえる。その反面打たれ弱く持ち味の「ヒットアンドアウェイ」を生かして戦うことになる。

### 水兵
剣と盾、重い鎧を装備した歩兵と同じバトルスタイルをとる。しかし歩兵にはない魔法に対する耐久性があり、水属性の魔法攻撃が可能。水竜を召喚する魔法も覚え「魔法戦士」と呼ばれるにふさわしい職業である。

### 僧侶
杖を使用し、魔法や召喚されたユニットを使用して戦闘する。味方を祝福し、傷を癒し戦闘力を上げる補助の役割をする。レベルを上げ成長することで自らの体に戦乙女を宿し直接攻撃のできる職業である。

### 神官
魔法攻撃、物理攻撃、補助魔法を使いこなすオールマイティーな兵士。盾が装備可能なため、仲間を支援する職業の中では最大の防御力を持っている。支援だけではなく鈍器を使った強力な攻撃、スキルで底上げされた防御力で前線を維持ことが可能である。

### 魔法使い
属性魔法を使用し、序盤から範囲攻撃が可能であるため最も早くから頭角を現す職業である。しかし目を見張るほどの火力の反面、防御力・機動力に大きな不安を持っているため敵に近づかれる前に屠るか無理せず逃げるという戦い方になるであろう。レベルが上がるにつれ不安だった箇所も少しずつ補うことのできるようになり、重要なダメージソースの役割を果たすことになる。

### 司教
攻撃力・防御力・機動力どれに優れているとも言い難いが、敵にバッドステータスを与えることを得意としている。その魔法に掛けられた者が窮地に追いやられるほど、どの職業にもない強力な魔法である。

## クラスアップ
ラピスオンラインでは、レベルの下一桁の数字が6になると（6,16,26...）クラスアップする。クラスアップすると、職業毎に振り分けられている称号、キャラクターのグラフィックが変化する。そのほかに新たなスキルを自動で習得できる。クラスアップによってプレイヤーは飛躍的に成長するのである。